# Pseudagrion lucifer
Pseudagrion lucifer là một loài chuồn chuồn kim trong họ Coenagrionidae.
Pseudagrion lucifer được miêu tả khoa học năm 1997 bởi Theischinger.